# 絨頂檉柳猴
絨頂檉柳猴（學名：Saguinus oedipus），也叫棉頂狨、棉頭狷猴，是一種小型的卷尾猴科動物。它們主要生活在熱帶森林邊緣，樹栖性，白天活動。
絨頂檉柳猴的頭頂絨毛較多，故而得名，這些絨毛在它們遇到危險時會竪起，以使它們顯得更加強大，從而嚇退對手。
絨頂檉柳猴以水果、昆蟲、新鮮樹葉為食。
群居動物，每群3-9猴。孕期為183天，公猴和母猴子共同照顧小猴，斷奶期為四到五周，12-15個月達到性成熟。 
絨頂檉柳猴目前主要生活在哥倫比亞，為在2008年被提升為IUCN紅色名錄的極危物種級別，表示滅絕的機會極高。最大的威脅是棲息地的減少。

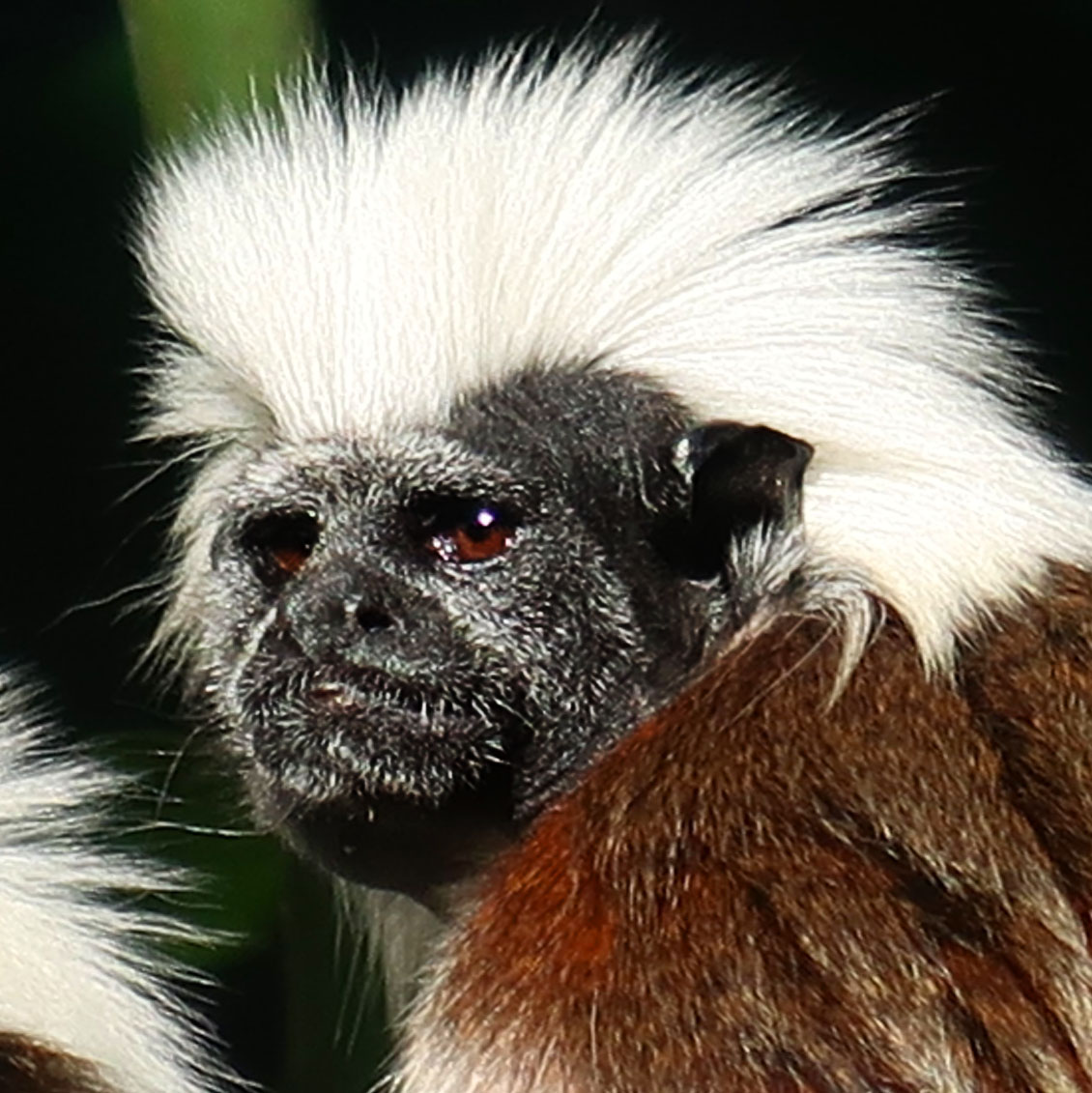
棉頭狷猴的臉部特寫

## 外部連結
- ARKive - 絨頂檉柳猴相關影像資料